# 郑春雨
郑春雨（1940年—2019年12月7日），男，山西太原人，中国电影录音师，中国儿童电影制片厂一级录音师，中国电影金鸡奖最佳录音。